# Roberto Abbondanzieri
Roberto Carlos Abbondanzieri (Bouquet, 19 augustus 1972) is een Argentijns voormalig profvoetballer en huidig voetbaltrainer, die zijn loopbaan in 2010 afsloot bij Internacional. Hij won onder anderen driemaal de CONMEBOL Libertadores met Boca Juniors en eenmaal met Internacional, de belangrijkste clubcompetitie van Zuid-Amerika.
Abbondanzieri was actief als doelman en speelde zijn eerste interland voor Argentinië op 6 juni 2004 tegen Paraguay. Hij maakt deel uit van de selectie voor het WK 2006. Abbondanzieri speelde in totaal 49 interlands.

## Erelijst
Rosaria Central
- Copa CONMEBOL: 1995

 Boca Juniors
- Primera División: Apertura 1998, Clausura 1999, 2000, 2003, 2005, 2006
- CONMEBOL Libertadores: 2000, 2001, 2003
- Intercontinental Cup: 2000, 2003
- CONMEBOL Sudamericana: 2004, 2005
- CONMEBOL Recopa: 2005

 SC Internacional
- CONMEBOL Libertadores: 2010

Individueel
- Beste Zuid-Amerikaanse Doelman van Zuid-Amerika: 2003
- CONMEBOL Sudamericana – Beste Doelman: 2005
- CONMEBOL Sudamericana – Beste Speler in de Finale: 2005
- Trofeo Zamora – Beste Doelman van La Liga: 2006/07
- Top 10 Doelmannen van de 21e Eeuw (IFFHS): 2001–2011